# Amagon
Amagon, känd i Japan som Japan Totsuzen! Machoman (突然! マッチョマン lit. Suddenly! Machoman?), är ett sidscrollande actionspel utvecklat av Aicom.

### Fotnoter
1. ↑  ”Amagon” (på engelska). Nintendo. https://nintendo.fandom.com/wiki/Amagon. Läst 24 april 2020.